# Sistem cristalin

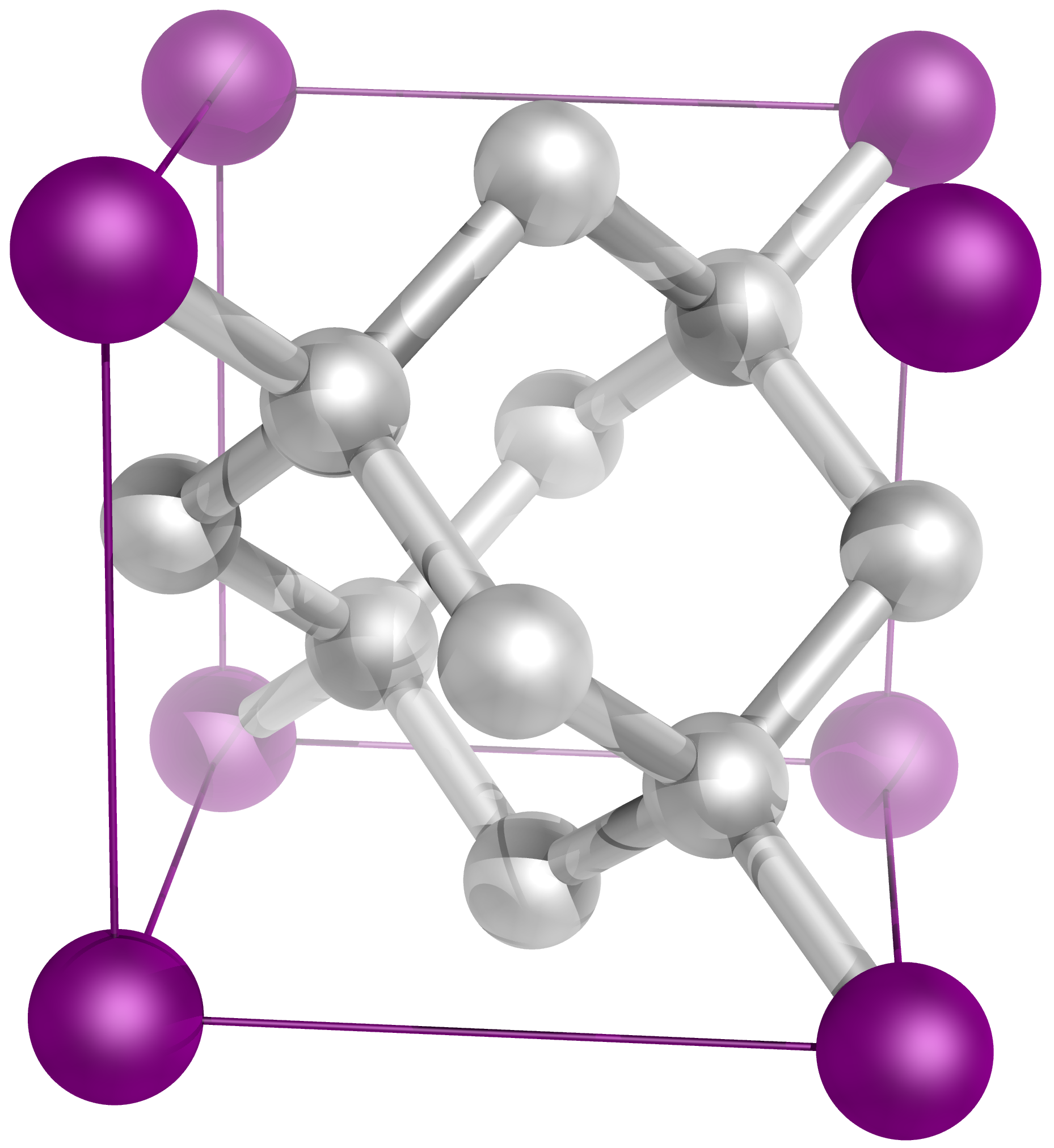
Structura cristalină a diamantului:celula elementară are formă cubică, deci aparține sistemului cubic.

În cristalografie, Sistemul cristalin (adesea numit și sistem de cristalizare sau sistem cristalografic) al corpurilor solide ia în considerare anumite elemente de simetrie. În cristalografie cristalele sunt descrise și clasificate cu ajutorul acestui sistem tridimensional. Există 7 sisteme cristaline: triclinic, monoclinic, ortorombic, tetragonal, trigonal, hexagonal și cubic.

## Sisteme de cristalizare
1. In sistemul triclinic toate unghiurile au valoare diferită de 90°, iar axele au lungimi diferite, neavând nici un element de simetrie.
2. In sistemul monoclinic, după cum îi spune și numele are numai o înclinație, în sistemul de coordonate are două unghiuri drepte (de 90°) și un unghi diferit de 90°.
3. Sistemului ortorombic ii este caracteristic că toate cele trei unghiuri ale sistemului de cristalizare au  90°.
4. In sistemul tetragonal, sistemul de coordonate este asemănător sistemului cubic cu diferența că axele de simetrie sunt egale luate numai două câte două.
5. In sistemul trigonal, (piramidal) are 3 axe ( a1, a2 și a3) sunt egale între ele și închid un unghi γ de 120°. Axa a patra, axa c e diferită de cele 3 axe amintite, formând un unghi de 90° cu ele.
6. Sistemul hexagonal este înrudit cu cel trigonal, și are ca bază un hexagon regulat, are 6 axe de simetrie (paralel cu c)
7. Sistemul cubic, are gradul de simetrie cel mai mare, sistemul de coordonate formând între ele unghiuri drepte, toate axele de simetrie sunt egale între ele.

## Galerie

Sistemul triclinic (P)
Sistemul monoclinic
Sistemul ortorombic
Sistemul tetragonal
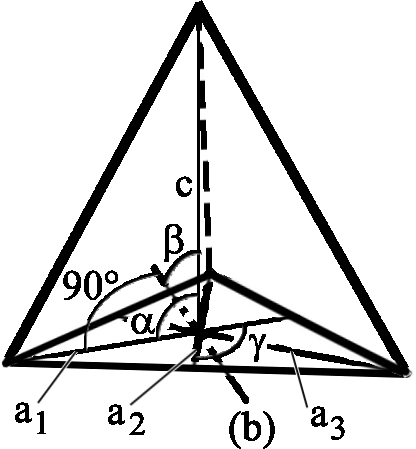
Sistemul trigonal
Sistemul hexagonal
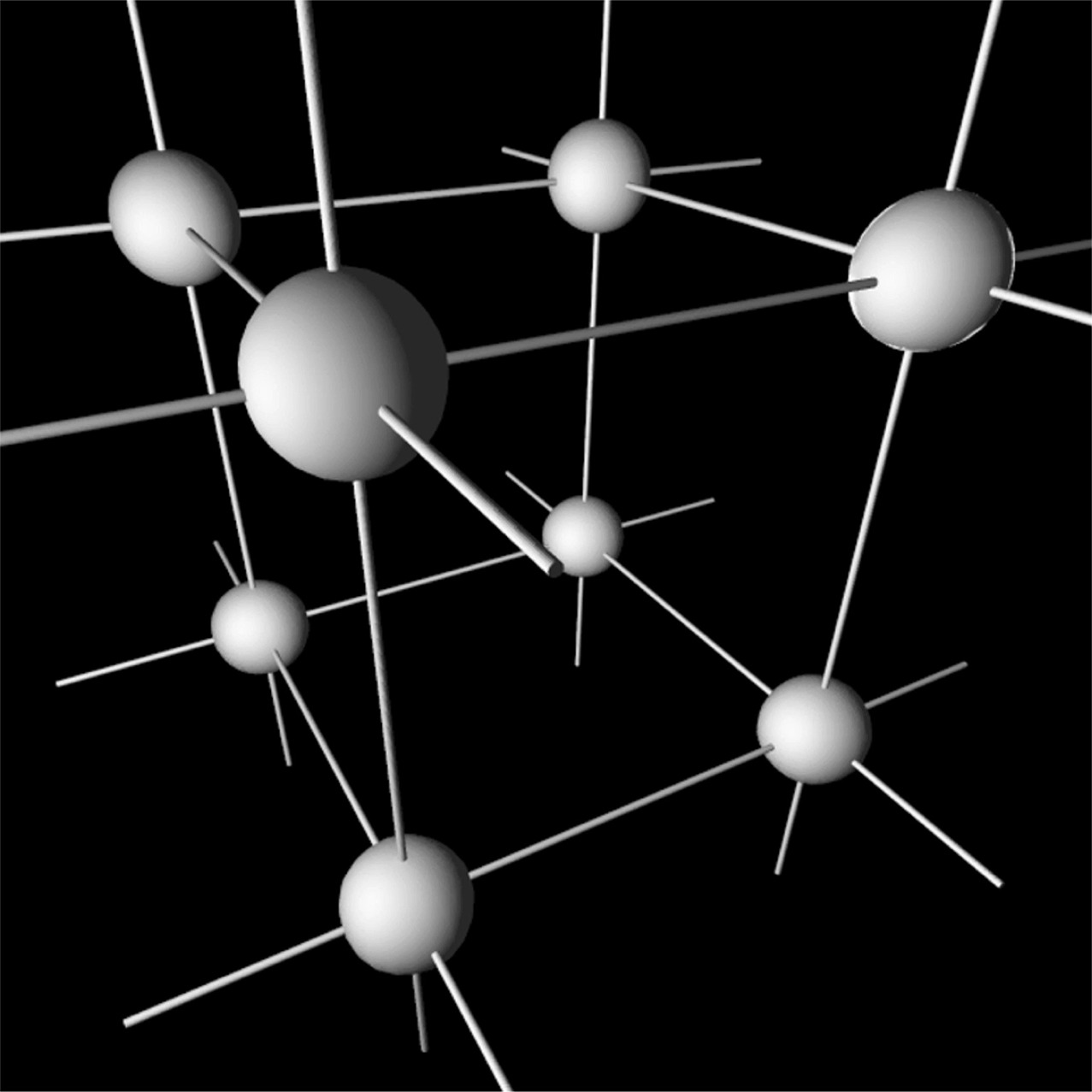
Sistemul cubic